# إريكسون كارلوس باتيستا دوس سانتوس
إريكسون كارلوس باتيستا دوس سانتوس هو لاعب كرة قدم برازيلي في مركز الهجوم، ولد في 26 فبراير 1995 في البرازيل. لعب مع SC Sagamihara ‏.

## وصلات خارجية
- إريكسون كارلوس باتيستا دوس سانتوس على موقع رابطة كرة القدم اليابانية للمحترفين (اليابانية)
- إريكسون كارلوس باتيستا دوس سانتوس على موقع قاعدة بيانات كرة القدم.إي يو (الإنجليزية)
- إريكسون كارلوس باتيستا دوس سانتوس على موقع Soccerway.com (الإنجليزية)
- إريكسون كارلوس باتيستا دوس سانتوس على موقع عالم كرة القدم.نت (الإنجليزية)